# Depresiunea Sfântu Gheorghe
Depresiunea Sfântu Gheorghe este o unitate de relief în județul Covasna, Transilvania, România, ce ocupă partea central-nordică a Depresiunii Brașovului. Ea se caracterizează prin prezența unui piemont cunoscut sub numele de Câmpu Frumos și o regiune de luncă și mlaștină drenată de cursurile râurilor Olt, Râului Negru, Tărlung.